# マルトレイヴァース男爵
マルトレイヴァース男爵（英: Baron Maltravers）はイギリスの古い男爵位。イングランド貴族爵位。廷臣ジョン・マルトレイヴァースが1330年に貴族院に議会招集されたことに始まる。男爵位は、女系継承を経てアランデル伯爵、ついでノーフォーク公爵の従属爵位となっている。ゆえに公爵家の男子の嫡孫が名乗る儀礼称号に使用されている。
爵位に対して臨時紋章官のマルトレイヴァース紋章官補が割り当てられている。

## 歴史
ジョン・マルトレイヴァース(1290-1364)は国王エドワード2世及びエドワード3世につかえた廷臣である。彼は1330年に王族初代ケント伯処刑の是非に関する調査委員に任命されたが、その年の6月5日にマルトレイヴァース男爵(Baron Maltravers)として議会招集を受けた。

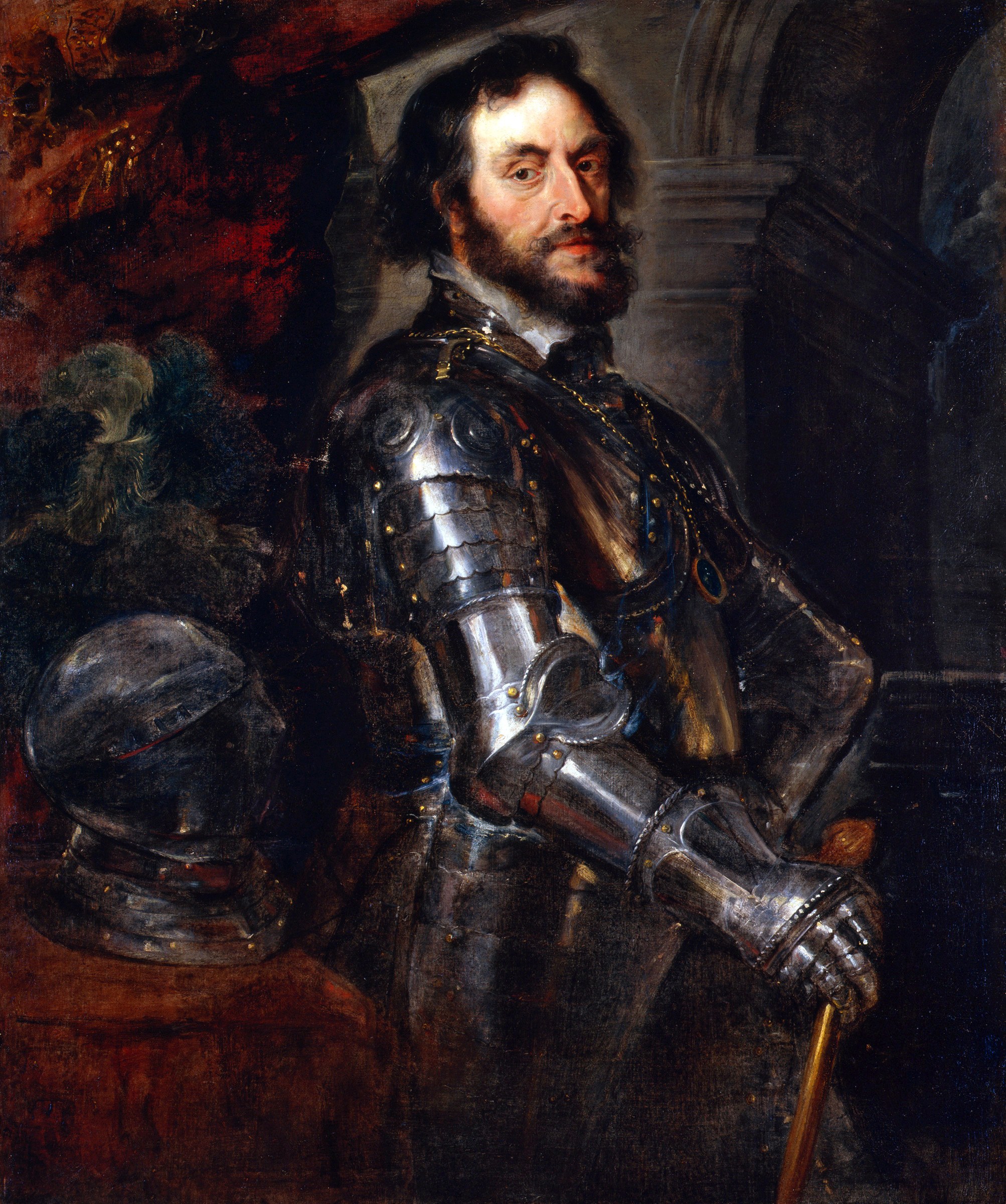
11代男爵トマス・ハワード
彼の代に男爵位が伯爵位に附属することが決まった。

初代男爵が1364年に亡くなると、早世した彼の長男ジョン(?-1359/60)の2人の娘ジョアンとエレノアの間で優劣がつかず、爵位は停止した。
その後、ジョアンが子供のないまま死去すると、エレノアが継承者に確定して1383年に停止解除となった。
2代女男爵エレノア(1345-1405)はアランデル伯爵家に嫁いだため、マルトレイヴァース男爵位は伯爵家に流出することとなる。
その子ジョン(1385-1421)は母の死去に伴って男爵位を継承、さらに1415年には父よりアランデル伯爵を相続した。
伯爵家(のちノーフォーク公爵家)はのちに私権剥奪を受けることとなるが、第21代アランデル伯爵の代に爵位を回復するとともに、1627年制定の議会法によって「マルトレイヴァース男爵位はアランデル伯爵位と恒久的に不可分一体である」と定められたため、現在に至るまで伯爵位ひいてはノーフォーク公爵の従属爵位として公爵家によって継承され続けている。
1887年、当時の軍務伯（第15代ノーフォーク公爵）の指名に基づいて、男爵位に対する紋章官「マルトレイヴァース紋章官補」が創設された。臨時紋章官であるため幾度かの休止を挟むものの、現在まで紋章官としてその名を残している。

## マルトレイヴァース男爵（1330年）
- 初代マルトレイヴァース男爵ジョン・マルトレイヴァース（英語版）（1290年 - 1364年）（1364年に爵位停止）
- 第2代マルトレイヴァース男爵エレノア・マルトレイヴァース（英語版）（1345年 - 1405年）（1383年に停止解除）
- 第3代マルトレイヴァース男爵（第13代アランデル伯）ジョン・フィッツアラン（1385年 - 1421年）（1415年にアランデル伯爵継承）

以降の歴代男爵はアランデル伯爵及びノーフォーク公爵を参照。

### 註釈
1. ↑  エドワード2世廃位ののちは、王妃イザベラとその愛人ロジャー・モーティマーの傀儡のもとエドワード3世が即位した[3]。モーティマーは専横を極め、敵対するケント伯を公開裁判を経て処刑した[3]。初代男爵はその処刑に強く疑問を抱いていたという[2]。
2. ↑  この際に、1627年創設のフィッツアラン＝クラン＝オズワルデスタ男爵に関しても同様の趣旨の決定がなされている[8]。